# Taihei-ji
Le Taihei-ji (太平 寺) est un temple bouddhiste de la préfecture d'Osaka, au Japon.  Il a été fondé vers 1555 et est affilié au bouddhisme Sōtō.

## Rituel funéraire pour des objets
Le temple est connu pour la cérémonie funéraire qu'il organise en février pour trois types d'objets usagés: les aiguilles (non-médicales), les pinceaux et les fouets à thé. Après une petite cérémonie dans le temple avec récitation d'un sutra, les objets combustibles sont brûlés, les aiguilles piquées dans un bloc de tofu ou de gelée de fécule. Ensuite, les participants à la cérémonie prient pour le succès dans leur métier et l'amélioration de leurs techniques.

## Voir également
- Treize sites bouddhistes d'Osaka